# Claire Huddart
Claire Marie Huddart (Manchester, Inglaterra, 22 de diciembre de 1971) es un nadadora retirada especializada en pruebas de estilo libre. Fue campeona mundial de 4x100 metros libres durante el Campeonato Mundial de Natación en Piscina Corta de 1999 y de 4x200 metros libres en el del año 2000.
Representó a Reino Unido en los Juegos Olímpicos de Atlanta 1996 y Sídney 2000.

## Palmarés internacional
| Campeonato Mundial de Natación en Piscina Corta | Campeonato Mundial de Natación en Piscina Corta | Campeonato Mundial de Natación en Piscina Corta | Campeonato Mundial de Natación en Piscina Corta |
| Año                                             | Lugar                                           | Medalla                                         | Prueba                                          |
| ----------------------------------------------- | ----------------------------------------------- | ----------------------------------------------- | ----------------------------------------------- |
| 1999                                            | Hong Kong ( China)                              | Medalla de plata                                | 4 × 200 m libre                                 |
| 1999                                            | Hong Kong ( China)                              | Medalla de oro                                  | 4 × 100 m libres                                |
| 2000                                            | Atenas ( Grecia)                                | Medalla de oro                                  | 4 × 200 m libres                                |
| 2000                                            | Atenas ( Grecia)                                | Medalla de bronce                               | 4 × 100 m libres                                |
| Campeonato Europeo de Natación                  |                                                 |                                                 |                                                 |
| Año                                             | Lugar                                           | Medalla                                         | Prueba                                          |
| 1993                                            | Sheffield ( Reino Unido)                        | Medalla de bronce                               | 4 × 200 m libres                                |
| 1995                                            | Viena ( Austria)                                | Medalla de bronce                               | 4 × 100 m libres                                |
| 1995                                            | Viena ( Austria)                                | Medalla de bronce                               | 4 × 200 m libres                                |
| 1999                                            | Estambul ( Turquía)                             | Medalla de bronce                               | 4 × 100 m libres                                |
| 1999                                            | Estambul ( Turquía)                             | Medalla de bronce                               | 4 × 200 m libres                                |